# Pokal Slovenije 2011/12
Der Pokal Slovenije 2011/12 war die 21. Austragung des slowenischen Fußballpokalwettbewerbs der Herren und wurde von NK Maribor durch einen Finalsieg gegen NK Celje gewonnen. Titelverteidiger NK Domžale schied im Achtelfinale aus.
Da Maribor bereits über die Slowenische Liga für die UEFA Champions League 2012/13 qualifiziert war, startete Celje in der 1. Qualifikationsrunde der Europa League.

## Teilnehmer
| Nogometna Liga 2010/11     |
| -------------------------- |
| NK Maribor                 |
| NK Domžale                 |
| FC Luka Koper              |
| NK Olimpija Ljubljana      |
| ND HIT Gorica              |
| NK Rudar Velenje           |
| NK Triglav Gorenjska Kranj |
| NK Celje                   |
| NK Nafta Lendava           |
| NK Primorje                |

| Sieger des Regionalpokals | Sieger des Regionalpokals              |
| ------------------------- | -------------------------------------- |
| MNZ Celje                 | NK Krško, NK Šentjur                   |
| MNZ Koper                 | NK Portorož Piran, NK Ilirska Bistrica |
| MNZG Kranj                | NK Šenčur, NK Britof                   |
| MNZ Lendava               | NK Hotiza, NK Odranci                  |
| MNZ Ljubljana             | NK Krka, Interblock Ljubljana          |
| MNZ Maribor               | NK Limbuš Pekre, NK Malečnik           |
| MNZ Murska Sobota         | NK Veržej, NK Grad                     |
| MNZ Nova Gorica           | ND Adria, NK Tolmin                    |
| MNZ Ptuj                  | NK Zavrč, NK Drava Ptuj                |

## Modus
In den ersten beiden Runden wurde der Sieger in einem Spiel ermittelt. Stand es nach der regulären Spielzeit von 90 Minuten unentschieden, kam es zur Verlängerung von zweimal 15 Minuten und falls danach immer noch kein Sieger feststand zum Elfmeterschießen.
Mannschaften, die sich aus dem gleichen Regionalpokal qualifiziert hatten, konnten in den beiden ersten Runden nicht aufeinander treffen. Unterklassige Teams hatten bis zum Achtelfinale Heimrecht. Im Viertel- und Halbfinale wurden die Sieger in Hin- und Rückspiel ermittelt.

## 1. Runde
ND Adria und NK Šentjur qualifizierten sich automatisch für das Achtelfinale, da ihre Gegner (NK Drava Ptuj und NK Primorje) beide wegen Insolvenz bzw. Vereinsauflösung nicht am Wettbewerb teilnehmen konnten.
| Datum                 |                     | Ergebnis               |                            |
| --------------------- | ------------------- | ---------------------- | -------------------------- |
| 23.08.2011, 20:00 Uhr | NK Krško            | 0:2                    | NK Nafta Lendava           |
| 24.08.2011, 17:00 Uhr | NK Limbuš Pekre     | 0:6                    | NK Zavrč                   |
| 24.08.2011, 17:00 Uhr | NK Krka             | 3:3 n. V., (8:9 i. E.) | NK Tolmin                  |
| 24.08.2011, 17:00 Uhr | NK Portorož Piran   | 1:6                    | NK Šenčur                  |
| 24.08.2011, 17:00 Uhr | NK Malečnik         | 1:2                    | Interblock Ljubljana       |
| 24.08.2011, 17:00 Uhr | NK Hotiza           | 0:5                    | ND HIT Gorica              |
| 24.08.2011, 17:00 Uhr | NK Veržej           | 2:3                    | NK Odranci                 |
| 24.08.2011, 17:00 Uhr | NK Ilirska Bistrica | 1:2                    | NK Rudar Velenje           |
| 24.08.2011, 17:00 Uhr | NK Grad             | 1:3                    | NK Celje                   |
| 24.08.2011, 17:00 Uhr | NK Britof           | 1:2                    | NK Triglav Gorenjska Kranj |

## Achtelfinale
In dieser Runde stiegen die vier Europacup-Teilnehmer NK Maribor, NK Domžale, FC Luka Koper und NK Olimpija Ljubljana ein.
| Datum                 |                            | Ergebnis |                       |
| --------------------- | -------------------------- | -------- | --------------------- |
| 06.09.2011, 16:30 Uhr | NK Triglav Gorenjska Kranj | 0:1      | NK Celje              |
| 14.09.2011, 16:00 Uhr | NK Šentjur                 | 00:10    | NK Rudar Velenje      |
| 14.09.2011, 16:00 Uhr | NK Šenčur                  | 1:0      | NK Nafta Lendava      |
| 14.09.2011, 16:00 Uhr | NK Zavrč                   | 5:0      | NK Domžale            |
| 14.09.2011, 16:00 Uhr | NK Odranci                 | 0:7      | Interblock Ljubljana  |
| 14.09.2011, 16:30 Uhr | NK Tolmin                  | 1:2      | ND HIT Gorica         |
| 14.09.2011, 18:00 Uhr | FC Luka Koper              | 2:0      | NK Olimpija Ljubljana |
| 08.10.2011, 15:30 Uhr | ND Adria                   | 0:2      | NK Maribor            |

## Viertelfinale
Die Hinspiele fanden am 18.,19. und 26. Oktober 2011 statt, die Rückspiele am 25. und 26. Oktober sowie am 16. November 2011.
|                      | Gesamt    |               | Hinspiel | Rückspiel |
| -------------------- | --------- | ------------- | -------- | --------- |
| NK Rudar Velenje     | 3:2       | ND HIT Gorica | 2:1      | 1:1       |
| Interblock Ljubljana | 2:7       | NK Celje      | 2:0      | 0:7       |
| NK Šenčur            | (a)2:2(a) | FC Luka Koper | 0:0      | 2:2       |
| NK Zavrč             | 3:4       | NK Maribor    | 3:3      | 0:1       |

## Halbfinale
Die Hinspiele fanden am 11. April 2012 statt, die Rückspiele am 18. April 2012.
|                  | Gesamt          |            | Hinspiel | Rückspiel |
| ---------------- | --------------- | ---------- | -------- | --------- |
| NK Šenčur        | 2:2 (7:8 i. E.) | NK Celje   | 1:1      | 1:1 n. V. |
| NK Rudar Velenje | 4:8             | NK Maribor | 2:4      | 2:4       |

## Finale
| Paarung        | NK Celje – NK Maribor |
| Ergebnis       | 2:2 n. V. (1:1, 1:0); 2:3 i. E. |
| Datum          | 23. Mai 2012 um 20:45 Uhr |
| Stadion        | Stadion Stožice, Ljubljana |
| Zuschauer      | 4.132 |
| Schiedsrichter | Matej Jug |
| Tore           | 1:0 Alen Romih (36.) 1:1 Dalibor Volas (46.) 2:1 Benjamin Verbič (92.) 3:1 Matic Crnic (99.) Elfmeterschießen: Goran Cvijanovič schießt über das Tor Benjamin Verbič (gehalten) 0:1 Aleksander Rajčevič 1:1 Sebastjan Gobec 1:2 Dalibor Volaš Roman Bezjak schießt gegen den linken Pfosten Aleš Mejač schießt links vorbei 2:2 Alen Romih 2:3 Marcos Tavares Matej Centrih (gehalten) |
| NK Celje       | Amel Mujčinović – Saša Bakarič, Bekim Kapić, Matej Centrih, Stefan Ristovski – Sebastjan Gobec , Alen Romih, Saša Kovjenić (57. Benjamin Verbič), Marijo Moćić (100. Tadej Kotnik), Klemen Medved (48. Jure Skafar) – Roman Bezjak Cheftrainer: Damijan Romih |
| NK Maribor     | Marko Pridigar – Aleš Mejač, Aleksander Rajčevič, Arghus, Mitja Viler – Aleš Mertelj , Goran Cvijanovič – Agim Ibraimi, Dejan Mezga (67. Marcos Tavares) – Etien Velikonja (91. Matic Crnic), Robert Berić (46. Dalibor Volaš) Cheftrainer: Darko Milanič |
| Gelbe Karten   | Stefan Ristovski, Klemen Medved, Alen Romih, Bekim Kapić, Sebastjan Gobec, Benjamin Verbič, Tadej Kotnik – Aleš Mejač, Mitja Viler, Goran Cvijanovič, Dalibor Volaš, Agim Ibraimi |